# ديفيد مارشال وليامز
ديفيد مارشال وليامز (بالإنجليزية: David Marshall Williams)‏ هو مخترِع أمريكي، ولد في 13 نوفمبر 1900 في مقاطعة كومبرلاند في الولايات المتحدة، وتوفي في 8 يناير 1975 في رالي في الولايات المتحدة.